# Шэнь-нун
Шэнь (кит. упр. 神农, пиньинь Shénnóng, божественный земледелец) — в китайской мифологии один из важнейших культурных героев, покровитель земледелия и медицины, один из Трёх Великих. Его называют также Яньди (кит. 炎帝, «огненный император») и Яован (кит. упр. 药王, пиньинь Yàowáng) — «царь лекарств». Шэнь-нуну приписывают создание календаря природы (сельскохозяйственного календаря) и классического фармологического сочинения о травах и лекарственных препаратах Шэньнун бэньцаоцзин (кит. упр. 神农本草经, пиньинь Shénnóng běncǎojīng, «Канон Шэнь-нуна о корнях и травах»).

## Мифология Шэнь-нуна

### Рождение, внешность
Мать Шэнь-нуна, Нюй-дэн, зачала его после того, как увидела дракона.
Шэнь-нун имел змеиное тело и человеческое лицо. По другим вариантам мифа, он имел бычью голову и тигриный нос. Его тело имело зелёный цвет, подобно цвету травы.

### Культурная деятельность
Шэнь-нуну приписывается изобретение сельскохозяйственных орудий.
Когда Шэнь-нун родился, в земле сами собой появились девять колодцев. При нём с неба стало падать просо и Шэнь-нун тут же стал пахать землю и сеять его.
Шэнь-нун также открыл все лекарственные средства. У него была красная плётка, которой он стегал стебли трав, определяя их свойства. По другому мифу, он пробовал отвары всех растений и много раз в день отравлялся, но выживал благодаря магическому средству.
Жители страны Баймин-го («Страна белых людей») поднесли Шэнь-нуну животное яошоу («лекарственный зверь»). Когда кто-нибудь заболевал, достаточно было погладить яошоу по спине и сказать ему об этом, чтобы зверь принёс с поля нужную для исцеления траву.
Шэнь-нуну приписывают открытие чая как лекарственного средства и бодрящего напитка.
С Шэнь-нуном связано также начало торговли: он устроил первые меновые базары.

### Смерть
Однажды Шэнь-нун проглотил тысяченожку, каждая ножка которой превратилась в червя, и умер. Наследником его считается Чи Ю, великан-колдун, оспаривавший власть над миром у Небесного владыки Хуан-ди.

## В современных географических названиях
- Шэньнунцзя